# Galindo (Valle de Trápaga)
Galindo es un lugar del municipio español de Valle de Trápaga, perteneciente a la provincia de Vizcaya, en la comunidad autónoma del País Vasco.

## Historia
Hacia finales del siglo XIX, el lugar, ya por entonces perteneciente a Valle de Trápaga, tenía contabilizada una población de alrededor de treinta habitantes. Aparece descrito en el quinto volumen del Diccionario geográfico, estadístico, histórico, biográfico, postal, municipal, marítimo y eclesiástico de España y sus posesiones de ultramar de Pablo Riera y Sans con las siguientes palabras:

GALINDO.—B. agreg. al ayunt. de San Salvador del Valle, cuyo casa consistorial está en en el cas. conocido con el nombre de El Torno. Cuenta sobre unos 30 hab. y 6 edif.—Org. civ. Corresponde á la prov. de Vizcaya, y contribuye con su ayunt. para las elecciones de diputados provinciales y las de Córtes. — Org. mil. C. G. de las Provincias Vascongadas y G. M. de Vizcaya.—Org. ecle. Pertenece á la dióc. y arciprestazgo que su ayunt.—Org. jud. Forma parte del part. jud. de Valmaseda, y como él está sujeto á la aud. de lo criminal de Bilbao y á la territ. de Búrgos. — Org. econ. Para el pago de contr. depende de la Delegacion de Hacienda de la prov.—S. púb. Recibe la corr. por la admon. prl. y pt. de Bilbao y car. de Portugalete.—Ob. púb. y med. de com. Sus caminos son los que atraviesan su tér. municipal. — Ins. púb. La escuela reside en la cabecera de su ayunt. — Art., of. ind. La ind. agrícola es á la que se dedican los hab. de este b. — Pob. Nada de particular ofrecen las 6 casas que la forman, las cuales son de sencilla construccion.—Sit. geog. y top. (Para sus límites y demás, véase el artículo referente á su ayunt.).
(Riera y Sans, 1883, p. 26)

En la actualidad, existe en el municipio la entidad singular de población de Galindo-Salcedillo.